# XCOM 2
XCOM 2 är ett turordningsbaserat taktiskt strategidatorspel utvecklat av Firaxis Games och utgivet av 2K Games för Microsoft Windows, OS X och Linux den 5 februari 2016.